# Sommersdorf (Landkreis Börde)
Sommersdorf ist eine Gemeinde im Landkreis Börde in Sachsen-Anhalt (Deutschland). Sie gehört der Verbandsgemeinde Obere Aller an, die ihren Sitz in der Gemeinde Eilsleben hat.

## Geografie
Die Gemeinde Sommersdorf liegt im Bereich der südlichen Ausläufer des Höhenzuges Lappwald, unweit der Landesgrenze zu Niedersachsen (die niedersächsischen Städte Helmstedt und Schöningen sind 8 km bzw. 9 km entfernt). Die nähere Umgebung zwischen Aller, Lappwald und Elm ist hügelig und weist Höhen bis 200 m ü. NN auf („Fuchsberge“ 202 m, „Hochberg“ 200 m ü. NN). Der höchste Punkt ist der „Heidberg“ mit 211,1 m.
Umgeben wird Sommersdorf von den Nachbargemeinden Ingersleben im Norden, Wefensleben im Osten, Völpke im Süden, Helmstedt im Südwesten sowie Harbke im Nordwesten.

### Gemeindegliederung
Zur Gemeinde Sommersdorf gehören die Ortsteile:
- Marienborn
- Sommerschenburg
- Sommersdorf

## Geschichte
Sommersdorf taucht 983 erstmals in einer Aufzeichnung des Klosters St. Ludgeri in Helmstedt als Sumarasthorpa auf. Der Ursprung des Namens lässt sich aus dem im Wort enthaltenen altsächsischen meri (= See, Sumpf) herleiten. Dies bezieht sich auf die Wiesen westlich von Sommersdorf – ein ehemaliges Sumpfgebiet, das über die Schöninger Aue zum Großen Bruch hin entwässert wird. Die Umgebung von Sommersdorf war schon in der jungsteinzeitlichen Epoche besiedelt, worauf Artefakte, die bei Bauarbeiten gefunden wurden, hindeuten (Steinbeil, Pfahldorfreste).
Die Geschichte Sommersdorfs im Mittelalter ist eng mit der Sommerschenburg verknüpft. Hier kämpfe Heinrich der Löwe gegen den Magdeburger Erzbischof Wichmann von Seeburg und König Otto IV. gegen Philipp von Schwaben.
Ab 1208 gehörte die Sommerschenburg und Sommersdorf zum Einflussbereich des Erzbistums Magdeburg, ab 1680 innerhalb des Herzogtums Magdeburg zum preußischen Brandenburg.
In der 2. Hälfte des 16. Jahrhunderts hatte Sommersdorf ca. 270 Einwohner, was sich aus dem Erbregister ableiten lässt. Während des Dreißigjährigen Krieges fielen kaiserliche Truppen in das Gebiet ein, das später vom Bischof von Halberstadt, Christian von Braunschweig, geplündert wurde. Truppen Wallensteins eroberten danach die Burg. Raub, Mord und Pest (1636) ließen im Gebiet viele wüste und halbwüste Dörfer zurück.
Sommersdorf wurde allmählich neu aufgesiedelt, zu Beginn des 18. Jahrhunderts lag die Einwohnerzahl des Ortes bei ca. 500. Im Siebenjährigen Krieg hatte Sommersdorf unter französischen Einquartierungen zu leiden – der napoleonische Feldzug 1806 hinterließ dagegen wenig Spuren im Ort.
In den Jahren zwischen 1807 und 1813 gehörte Sommersdorf vorübergehend zum Königreich Westphalen, was für die Bauern die Abschaffung eines Großteils der Abgabenlasten brachte.
Die weitere Entwicklung des Gebietes um Sommersdorf stand im Zeichen der Braunkohle, die ab Mitte des 19. Jahrhunderts erschlossen und abgebaut wurde. Im nahegelegenen Helmstedter Revier lagen zum Teil beträchtliche Braunkohlevorkommen. Die industrielle Förderung begann nach 1847. Mit dem industriellen Aufschwung stieg die Bevölkerungsanzahl im Gebiet – bis in die 1930er-Jahre wuchs die Einwohnerzahl durch Zuzug von Bergleuten nach Sommersdorf auf ca. 1000 an. Im Ersten Weltkrieg hatte die Gemeinde 55 Gefallene zu beklagen, aus dem Zweiten Weltkrieg kehrten 39 Sommersdorfer nicht zurück.
Nach dem Einmarsch der Amerikaner im April 1945 folgte die Rote Armee. Sommersdorf lag im Sperrgebiet der innerdeutschen Grenze, in der Zeit von 1961 bis 1989 verließen viele junge Menschen die Gemeinde. Im Jahr 1974 entstand nahe der Unterburg ein Naherholungsgebiet mit einer Badeanstalt an einer ehemaligen Erzgrube. 1978 wurde der Bau der zentralen Trinkwasserleitung abgeschlossen.
Am 12. April 1990 wurde der Grenzübergang nach Hohnsleben geöffnet. Nach der politischen Wende 1989 fielen viele Arbeitsplätze weg: der Braunkohletagebau Wulfersdorf wurde 1989 geschlossen, 1991 schloss auch das Kraftwerk im benachbarten Harbke. Schließlich wurde 1992 auch die Produktion der Völpker Brikettfabrik eingestellt. Der massive Arbeitsplatzabbau stellte auch Sommersdorf vor große Probleme.
Sommersdorf wurde 1992 in das Dorferneuerungsprogramm aufgenommen, neue Dächer, Heizungen und Fenster wurden finanziell gefördert, eine zentrale Abwasserleitung ist seit 1999 in Betrieb. Weitere aufwändige Sanierungen betrafen die Kirche und die gesamte Bergstraße.

### Eingemeindungen
Am 1. Juli 1950 wurde die bis dahin selbständige Gemeinde Sommerschenburg eingemeindet. Am 1. Januar 2010 wurde die bis dahin selbständige Gemeinde Marienborn eingemeindet.

### Einwohnerentwicklung
| Jahr       | 2003 | 2004 | 2005 | 2006 | 2007 | 2008 | 2015 | 2022 |
| ---------- | ---- | ---- | ---- | ---- | ---- | ---- | ---- | ---- |
| Einwohner1 | 1109 | 1119 | 1090 | 1084 | 1065 | 1030 | 1419 | 1315 |

1Einwohnerzahl jeweils zum 31. Dezember.

(Quellen: Statistisches Landesamt Sachsen-Anhalt)

## Politik

### Gemeinderat
Der Gemeinderat von Sommersdorf setzt sich nach der Kommunalwahl vom 9. Juni 2024 wie folgt zusammen:
| Partei / Liste                  | Stimmenanteil | Sitze |
| ------------------------------- | ------------- | ----- |
| Bürger für Born und Dorn (BfBD) | 60,2 %        | 7     |
| Sozialdemokraten (SPD)          | 39,8 %        | 5     |

### Bürgermeisterin
Bei der Bürgermeisterwahl in Sommersdorf am 10. April 2022 wurde bei einer Wahlbeteiligung von  24,31 Prozent die parteilose Kandidatin Hendrikje Riechers-Knape mit 100 Prozent der gültigen Stimmen gewählt.

### Wappen
Das Wappen wurde am 24. März 2000 durch das Regierungspräsidium genehmigt.
Blasonierung: „Gespalten von Silber und Rot, vorn sieben rote Balken, hinten ein silberner Krug am Spalt.“
Sommersdorf führt seit 1983 ein Wappen, das bisher popularisiert wurde und mit dem sich die Bevölkerung identifiziert. Anlässlich der 1000-Jahr-Feier beschloss die Gemeindevertretung von Sommersdorf, zu dem auch Sommerschenburg gehört, am 28. Juni 1983 ein gespaltenes Wappen zu führen. Die rechte Seite nimmt Bezug auf die traditionellen Farben aus der Zugehörigkeit der Gemeinde zur Herrschaft Sommerschenburg-Seehausen, zum Hochstift Quedlinburg und zum Erzstift Magdeburg. Da in den Ortsteilen in früherer Zeit lange das Töpferhandwerk stark verbreitet war, wählte man auf der linken Seite des Wappens als Symbol einen Krug am Spalt.
Die Farben der Gemeinde sind Rot-Silber (Weiß).
Das Wappen wurde von dem Magdeburger Heraldiker Jörg Mantzsch gestaltet.

### Flagge
Die Flagge ist Rot-Weiß gestreift mit dem aufgelegten Wappen der Gemeinde.

## Kultur und Sehenswürdigkeiten
- Letzte Ruhestätte des preußischen Generalfeldmarschalls und Heeresreformers August Graf Neidhardt von Gneisenau (1760–1831) im Ortsteil Sommerschenburg
- Zu den aktiven Sommersdorfer Vereinen zählen unter anderem der Männergesangsverein „Glück-auf“, der Schützenverein und die 1890 gegründete Freiwillige Feuerwehr.

Die in der Gemeinde befindlichen Kulturdenkmale sind in der Liste der Kulturdenkmale in Sommersdorf eingetragen, die Bodendenkmale in der Liste der Bodendenkmale in Sommersdorf.

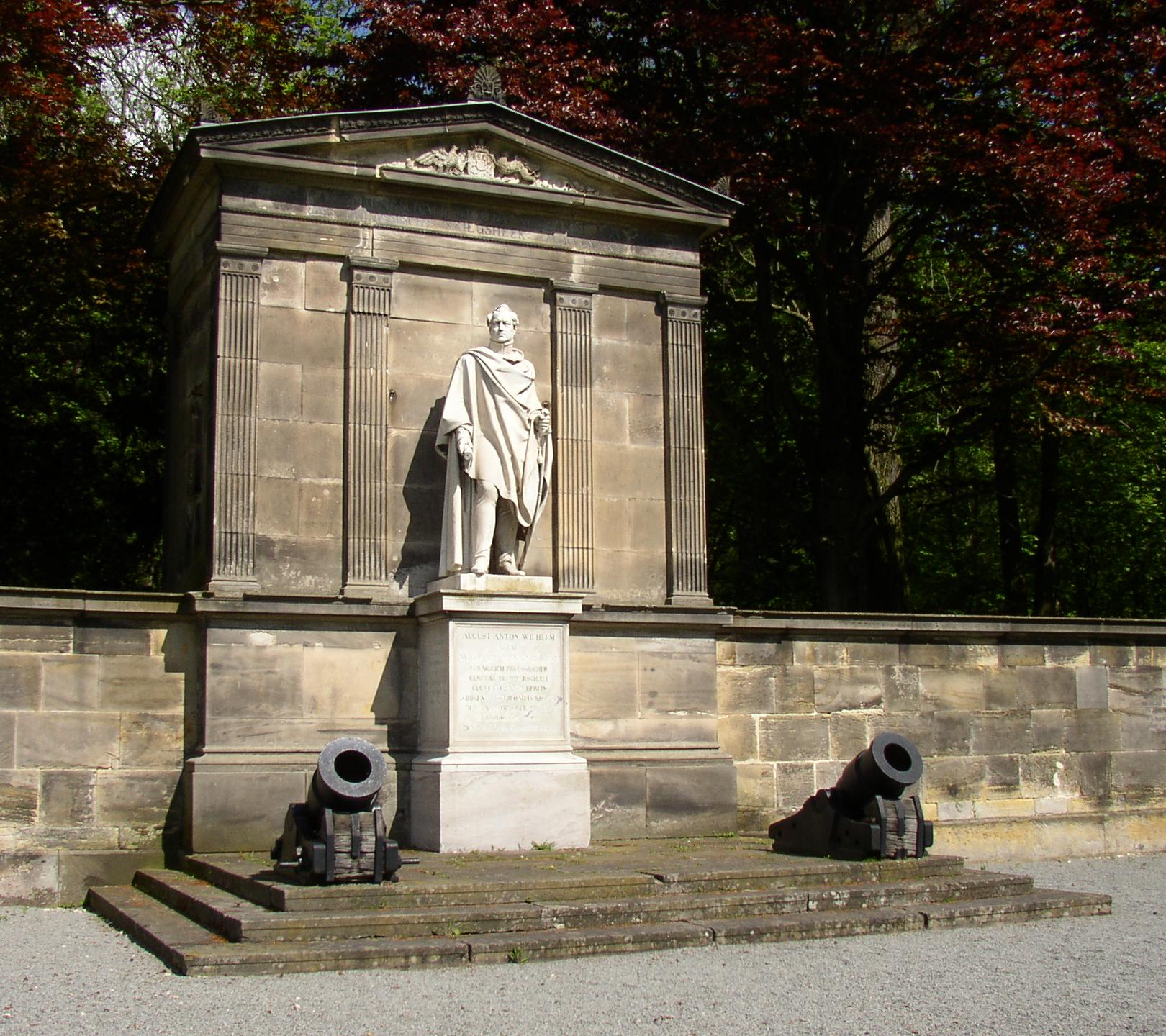
Gneisenau-Denkmal
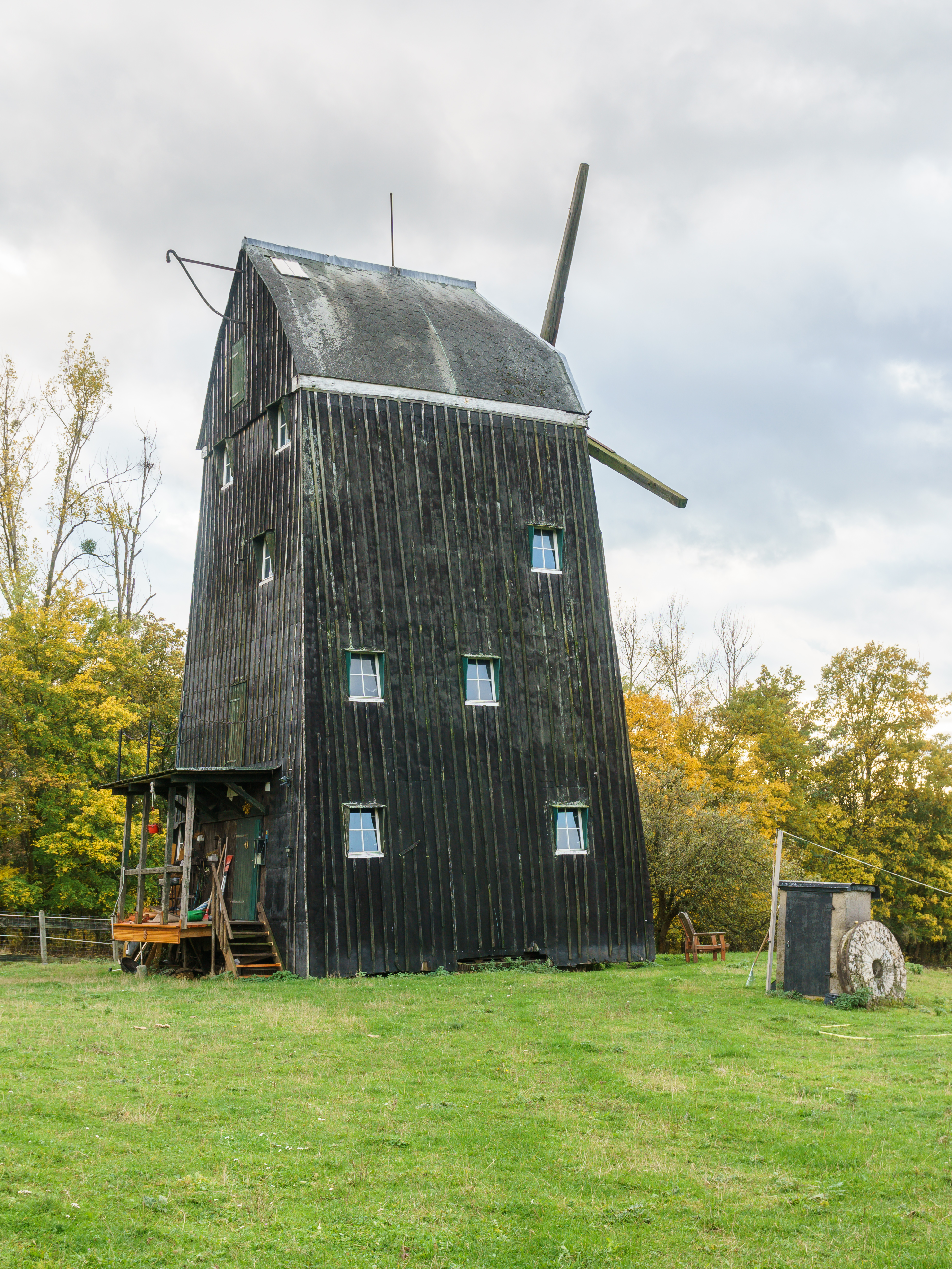
Windmühle Sommersdorf
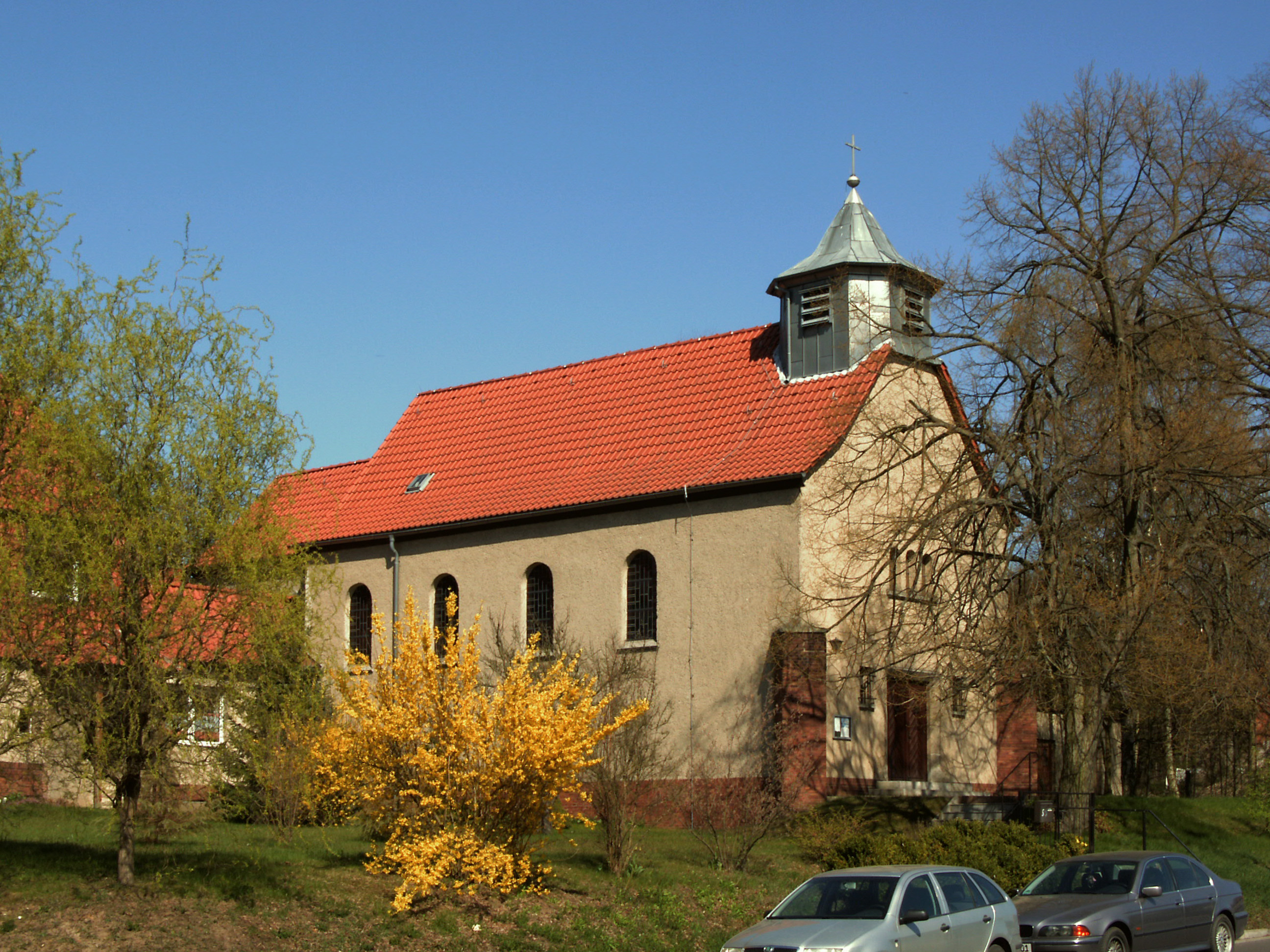
Kirche St. Bernward in Sommerschenburg
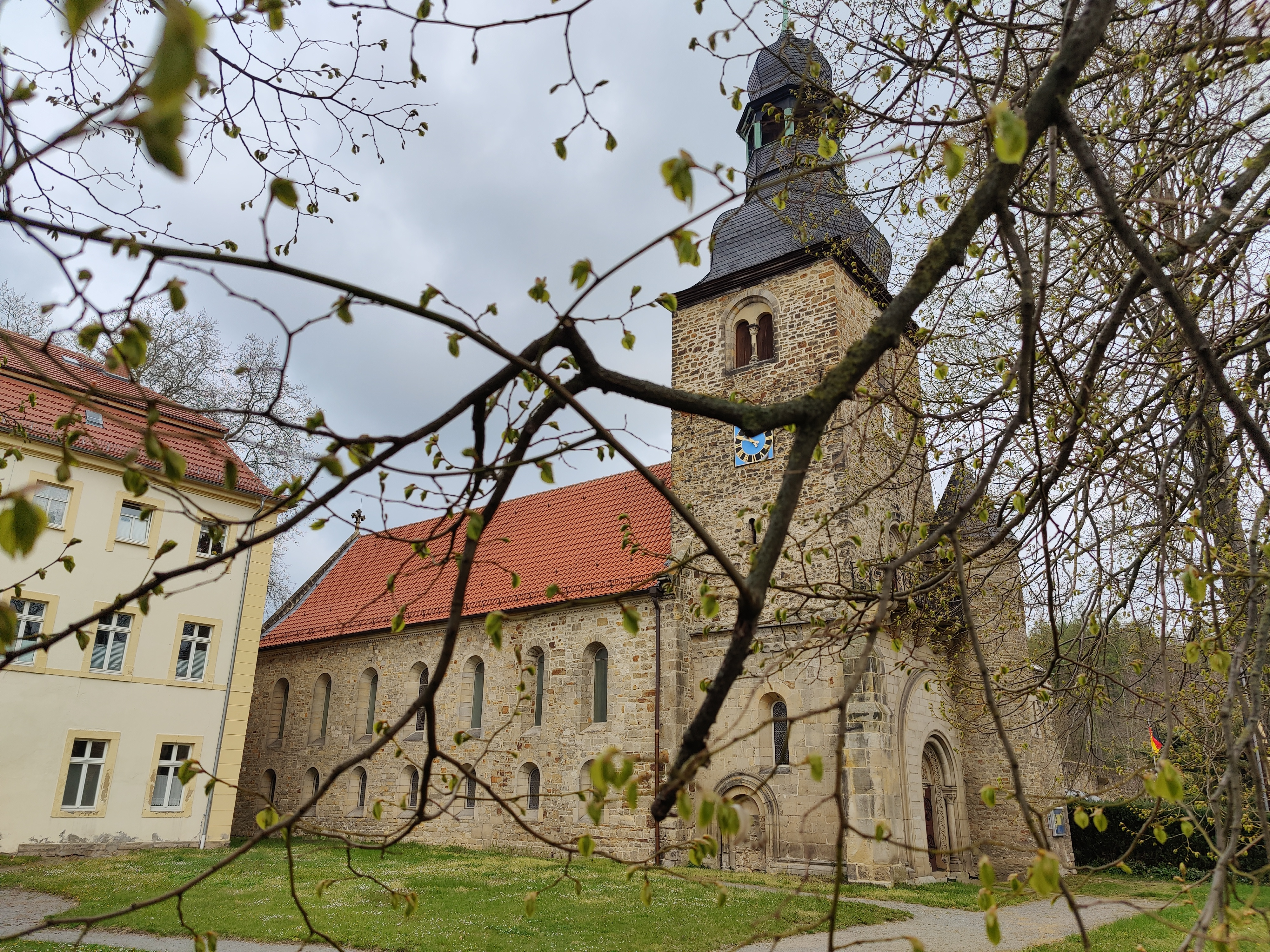
Klosterkirche Marienborn
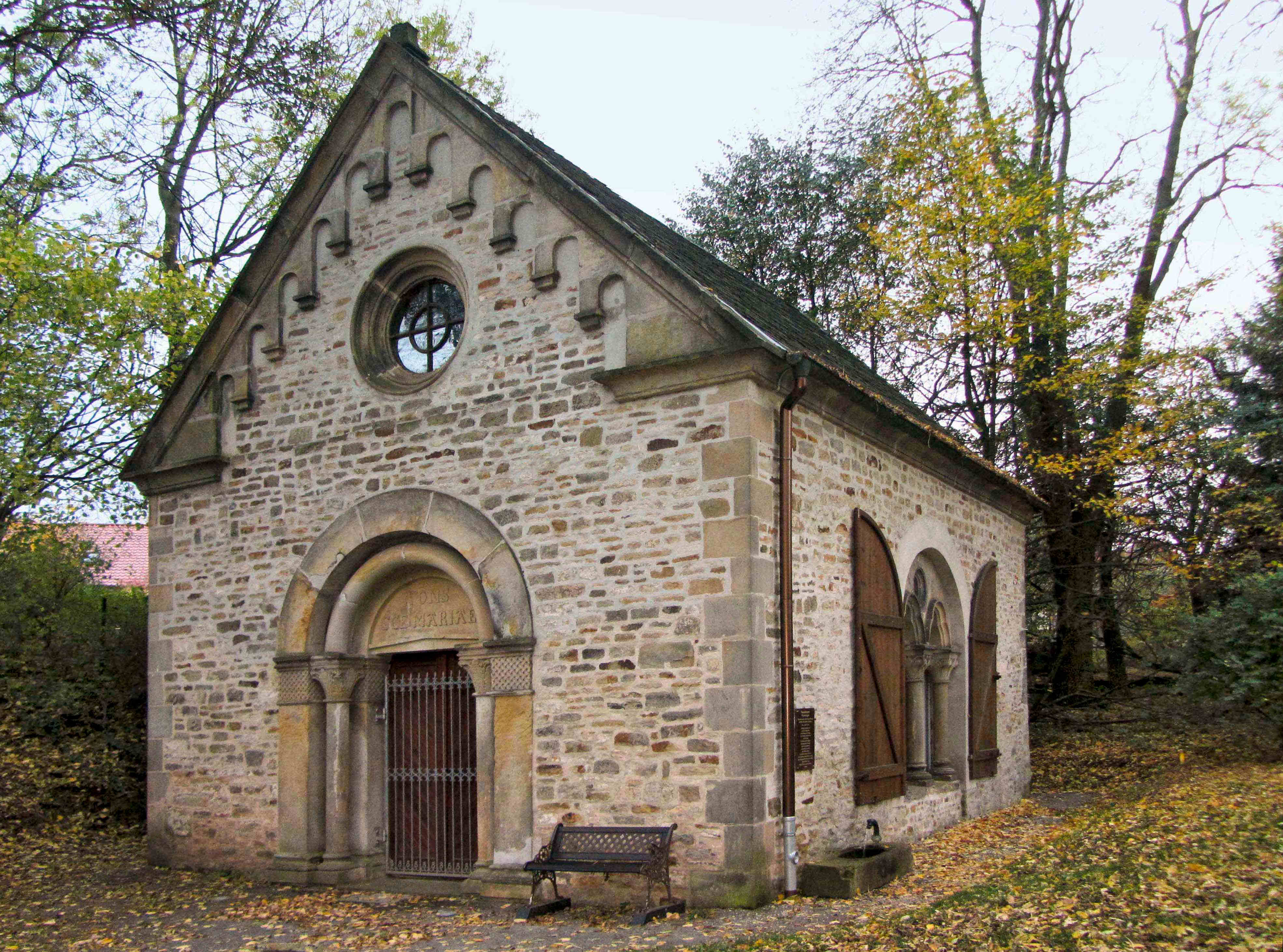
Marienkapelle Marienborn

## Verkehrsanbindung
Sommersdorf liegt nahe der Bundesstraße 245a (Helmstedt–Barneberg), der Autobahn-Anschluss Helmstedt (A 2) ist ca. 10 km von der Gemeinde entfernt. Die Bahnstrecke Harbke–Völpke führte durch Sommersdorf. Im Ortsteil Marienborn sowie in der Nachbargemeinde Helmstedt befinden sich jeweils ein Bahnhof an der Bahnstrecke Braunschweig–Magdeburg.

## Persönlichkeiten
- Christoph Wilhelm Megander (1626–1676), Pfarrer von 1673 bis 1676
- Heinrich Germer (1837–1913), Musikwissenschaftler und Musikpädagoge
- Jacob Hosang (1840–1927), Landwirt, Grubenbesitzer und Reichstagsabgeordneter
- Marta Rothe (* 1919 in Hornhausen), Autorin des ostfälischen Platts
- Gisela Bestehorn (1926–2022), Schauspielerin und Synchronsprecherin

## Belege
1. ↑  Statistisches Landesamt Sachsen-Anhalt, Bevölkerung der Gemeinden – Stand: 31. Dezember 2023 (Fortschreibung auf Basis des Zensus 2022) (Hilfe dazu).
2. ↑  Statistisches Bundesamt (Hrsg.): Gemeinden 1994 und ihre Veränderungen seit 01.01.1948 in den neuen Ländern. Metzler-Poeschel, Stuttgart 1995, ISBN 3-8246-0321-7, S. 321 (Statistische Bibliothek des Bundes und der Länder).
3. ↑  StBA: Gebietsänderungen vom 1. Januar bis 31. Dezember 2010
4. ↑  Statistisches Landesamt Sachsen-Anhalt
5. ↑  Bürgermeisterwahl Sommersdorf 2022, Ergebnis